# Ерік Єсперсен
Ерік Єсперсен (англ. Eric Jespersen, 18 жовтня 1961) — канадський яхтсмен.
Бронзовий призер Олімпійських Ігор 1992 року в класі Зоряний.